# I'm Gonna Getcha Good!
I'm Gonna Getcha Good! is een nummer van de Canadese zangeres Shania Twain uit 2002. Het is de eerste single van vierde studioalbum Up!.
"I'm Gonna Getcha Good!" werd geschreven door Twain en haar toenmalige echtgenoot Robert Lange. Twain wilde het nummer, dat een vrolijk geluid kent, bewust als eerste single voor het album Up!, omdat het leek op haar vorige singles, en ze daar niet te veel van af wilde wijken. Volgens Twain gaat het nummer over een meisje dat weet wat ze wil, maar niet weet hoe ze dat kan krijgen. Het nummer werd wereldwijd een grote hit, met een nummer 1-positie in Twains thuisland Canada. In de Nederlandse Top 40 bereikte het een bescheiden 12e positie, en in de Vlaamse Ultratop 50 kwam het tot een 12e positie.